# Solore-en-Forez
Solore-en-Forez è un comune francese di 512 abitanti situato nel dipartimento della Loira nella regione dell'Alvernia-Rodano-Alpi. È stato istituito il 1 gennaio 2025 dalla fusione dei precedenti comuni di Débats-Rivière-d'Orpra, L'Hôpital-sous-Rochefort e Saint-Laurent-Rochefort.